# Ӡ
Ӡ, ӡ е буква от кирилицата. Обозначава звучната венечна преградно-проходна съгласна /ʣ/ ([дз]). Използва се в абхазкия език, където е 19-а буква от азбуката. Буквата Ӡ произлиза от кирилското З. Транслитерира се на латиница като ʒ (еж), ź или dz, а в грузинския вариант на абхазката азбука — като ძ. Аналогична буква от кирилицата на Ӡ е Ѕ, която днес се използва в македонския литературен език.

## Кодове
| Буква  | Уникод |
| ------ | ------ |
| Главна | U+04E0 |
| Малка  | U+04E1 |

В други кодировки буквата Ӡ отсъства.